# Stepove, Peatîhatkî
Stepove (în ucraineană Степове) este un sat în așezarea urbană Lîhivka din raionul Peatîhatkî, regiunea Dnipropetrovsk, Ucraina.

## Demografie
Componența lingvistică a localității Stepove
     Ucraineană (98,48%)
     Rusă (1,52%)
Conform recensământului din 2001, majoritatea populației localității Stepove era vorbitoare de ucraineană (98,48%), existând în minoritate și vorbitori de rusă (1,52%).